# Aleksandra Prijović
Aleksandra Prijović, coniugata Živojinović (in serbo Александра Пријовић?; Sombor, 22 settembre 1995), è una cantante serba.

## Biografia
Cresciuta a Beli Manastir, si è fatta conoscere con la sua partecipazione al talent Zvezde Granda, dove è arrivata terza.
Testament, il suo album in studio d'esordio, è stato pubblicato nel luglio 2017 ed è stato susseguito dai dischi Zvuk tišine (2022), supportato dall'omonima traccia vincitrice di un riconoscimento alla Music Awards Ceremony, e Devet života (2023). Quest'ultimo, entrato in classifica sia nella Ö3 Austria Top 40 che nella Schweizer Hitparade, è stato quello più fortunato a livello commerciale, piazzando diverse tracce all'interno della Croatia Songs. La hit che si è consacrata come quella più longeva alla numero uno della classifica è stata Dam dam dam, con dieci settimane non consecutive trascorse in cima alla hit parade croata di Billboard, mentre la tournée atta a promuovere il progetto è stata intitolata Od istoka do zapada tour ed è partita nel settembre 2023.

## Discografia

### Album in studio
- 2017 – Testament
- 2022 – Zvuk tišine
- 2023 – Devet života

### Singoli
- 2017 – Litar vina, litar vrvi (feat. Dejan Petrović)
- 2017 – Uspomene
- 2019 – Neponovljivo
- 2019 – Bogata sirotinja
- 2020 – Duguješ mi dva života
- 2020 – Legitimno
- 2021 – Dodji sebi (con Lexington)
- 2021 – Sacuvaj tajnu
- 2022 – Za nas kasno je
- 2022 – Zvuk tišine
- 2022 – Svetlo
- 2022 – Sabotiram
- 2022 – Ogavno
- 2022 – Javno mesto
- 2022 – Marš
- 2022 – Ja sam odlično
- 2023 – Kuca strave
- 2024 – Poslednji kabare
- 2024 – Majko

## Tournée
- 2023/24 – Od istoka do zapada tour